# Eritrejská pravoslavná církev
Eritrejská pravoslavná církev je jedna ze šesti křesťanských orientálních pravoslavných církví.

## Počet členů a geografické rozšíření

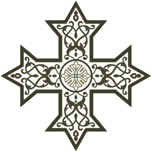
Kříž Eritrejské pravoslavné církve

Eritrejská pravoslavná církev má přibližně 3 030 000 členů. Většina věřících žije v Eritreji, existují však i její společenství mimo mateřskou zemi, například v USA.

## Duchovenstvo
Hlavou církve je patriarcha, který sídlí v eritrejském hlavním městě Asmara. Od roku 2025 zastává tento úřad abune Basilos. Církev má několik biskupství v čele s biskupy. Ti zasedají v kolektivním orgáně – svaté synodě. Nižšími stupni duchovenstva, podobně jako v ostatních východních církvích i v Římskokatolické církvi, jsou kněží a jáhnové. V klášterech Eritrejské pravoslavné církve se praktikuje mnišský život.
V únoru 2022 přinesla média zprávu o úmrtí 94letého patriarchy Abune Antonia, který byl za svou činnost i vězněn.

## Historie
Pravoslavná církev v Eritreji byla do roku 1993 součástí Etiopské pravoslavné církve. Po osamostatnění Eritrey od Etiopie se místní pravoslavná církev rozhodla oddělit od mateřské Etiopské pravoslavné církve. Autokefální (samostatná) Eritrejská pravoslavná církev vznikla roku 1993. Etiopská pravoslavná církev její nezávislost uznala. Hlavou Eritrejské pravoslavné církve se stal arcibiskup Asmary abune Filipos (1901–2002). Ten byl roku 1998 povýšen na prvního patriarchu Eritrejské pravoslavné církve. Sídlem patriarchy se stala Asmara. Po smrti patriarchy abune Filipose (ve věku nedožitých 101 let) byl roku 2002 za druhého patriarchu zvolen abune Jakob (1926–2003), který však zemřel už v následujícím roce 2003. Roku 2004 se třetím patriarchou stal abune Antonios (nar. 1927). Poté, co vyslovil kritiku na adresu autoritativní eritrejské vlády, začala vládní kampaň na jeho sesazení z úřadu. Roku 2006 byl abune Antonios sesazen z úřadu patriarchy. Abune Antonios svoje odvolání z úřadu neuznal a označil ho za nekanonické. Roku 2007 byl novým patriarchou zvolen abune Dioskoros. Nejvyšší autorita orientálních pravoslavných církví v Africe – alexandrijský papež Koptské pravoslavní církve Šenuda III. volbu abune Dioskorose neuznal a za patriarchu Eritrejské pravoslavné církve až do své smrti považoval abune Antoniose, kterého eritrejská vláda už několik let drží v domácím vězení.

## Některé zvláštnosti
Eritrejská pravoslavná církev má spolu s Etiopskou pravoslavnou církví nejrozsáhlejší biblický kánon ze všech křesťanských církví, jelikož uznává za součást Bible vícero knih, které ostatní křesťanské církve za biblické neuznávají. Církev přijala několik starozákonních zvyklostí, např. kromě neděle světí i v sobotu, praktikuje obřízku a rozlišuje čisté a nečisté pokrmy.

## Vztahy s jinými křesťanskými církvemi
Je v plném společenství s ostatními orientálními pravoslavnými církvemi (Koptská pravoslavná církev, Etiopská pravoslavná církev, Syrská pravoslavná církev, Indická pravoslavná církev a Arménská apoštolská církev). Několik biskupů církve jsou členy svaté synody Koptské pravoslavné církve. Eritrejská pravoslavná církev udržuje ekumenické kontakty i s jinými křesťanskými církvemi a je členem Světové rady církví.